# Ходзько, Иосиф Иванович
Иосиф (Осип) Иванович Хо́дзько (пол. Józef Chodźko; 6 декабря 1800, Кривичи, Минская губерния — 21 февраля 1881, Тифлис) — генерал-лейтенант Генерального штаба российской армии, российский военный геодезист, географ и картограф, учёный-исследователь с мировым именем, инициатор и главный исполнитель Большой Кавказской триангуляции, названной его именем; уроженец территории современной Беларуси, по вероисповеданию — католик. Член-учредитель и первый Руководитель Кавказского Отдела Императорского Русского географического общества; по выходе Ходзько в отставку Кавказский Отдел ИРГО назначил Премию его имени за лучшее географическое сочинение по географии Кавказа. Его имя выгравировано на юбилейной медали «В память пятидесятилетия Корпуса военных топографов. 1872».

## Биография
Родился 18 (6 по старому стилю) декабря 1800 года в местечке Кривичи на реке Сервечь в Литовской губернии Российской империи (сейчас Мядельский район Минской области Республики Беларусь) в многодетной семье известного политического и общественного деятеля Речи Посполитой польского юриста, педагога и литератора Яна Ходзько-Борейко (1777—1851) герба «Костеша» и его жены Клары (1770—1852) из рода Корсаков. Был третьим по рождению и крещен родителями в католическую веру.

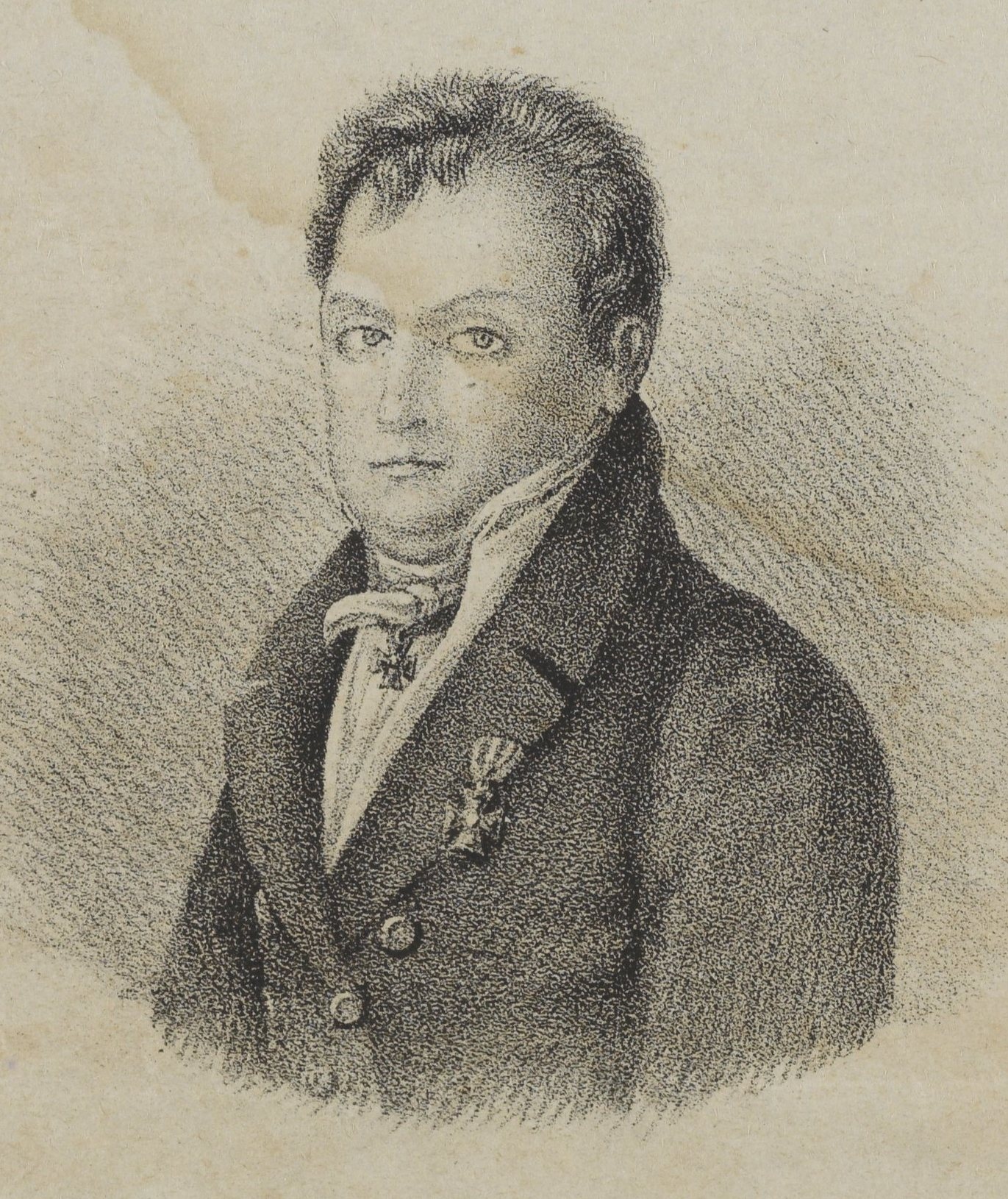
Ян Ходзько, отец Юзефа. Литография первой половины XIX века. Автор портрета неизвестен.

Отец — потомственный шляхтич, участник восстания 1830—1831 годов, сторонник идеи восстановления независимости Великого княжества Литовского.
Юзеф имел пятерых братьев — Станислава, Владислава, Феликса, Александра, Михала и сестру Софью. Родители дали всем детям хорошее воспитание, начальное образование и знание языков.
При поступлении на военную службу в Российскую армию согласно тогдашней традиции стал именоваться Иосифом Ивановичем (иногда в русских изданиях XIX века упоминается как Осип).

## Учёба и образование
Получив прекрасное домашнее воспитание, в 1816 году поступил в Виленскую гимназию.
По выпуску из гимназии в шестнадцать лет поступил на физико-математический факультет Виленского университета, который успешно окончил в 1821, занимаясь по преимуществу астрономией и геодезией.
Будучи студентом, в 1824 совместно с директором Виленской обсерватории Петром Славинским определил широту первоклассного астрономического пункта Эйтентац, а три года спустя, с астрономом той же обсерватории Грушневичем производил астрономические определения на пунктах градусного измерения в Белине и Немеже.
В университете близко сошелся с Адамом Мицкевичем, Томашем Заном и их друзьями и вступил в тайное польское патриотическое «Общество филоматов». Российские власти разгромили организацию, арестовав тех её членов, имена которых выявила Следственная комиссия.

«Общий именной список принадлежавших к тайному обществу филаретов, существовавшему в Вильне, между учениками Виленского университета равно оговоренных и неотысканных, учинен в Следственной Комиссии 1824 года мая 13 дня» сообщает о нем следующее:
«Осип Ходзько, свиты Его Императорского Величества по квартирмейстерской части прапорщик, 23 лет, Минской губ., Вилейского уез., где состоит имение отца его, б. Председателя Минского главного суда; проводник голубого союза. Находится и ныне на службе в той же свите» 
Чтобы избежать ареста и суда Ходзько, по совету своего преподавателя И. А. Снядецкого вынужден был поступить на военную службу в российскую армию.

## Поступление на военную службу
Наполеоновские войны в Европе показали слабую обеспеченность точными топографическими картами Западного театра военных действий Российской империи.
Император Николай I согласился с предложением российской топографической службы о необходимости новейших топогеодезических измерений на основе методов триангуляции и прикладной астрономии. Император отдал соответствующий Указ и приказал министру финансов выделить необходимые средства для проведения весьма дорогостоящих работ. Итогом геодезических измерений на строгой математической основе должна была стать серия топографических карт различного масштаба и назначения. Одновременно создавалась надежная опорная сеть тригонометрических пунктов на местности.
В 1816 было начато первое масштабное в России геодезическое измерение — триангуляция Виленской губернии под руководством полковника Карла Ивановича Теннера. Нуждаясь в сотруднике с высшим математическим образованием для производства астрономических наблюдений, Теннер обратился к ректору Виленского университета, астроному Ивану Андреевичу Снядецкому. Профессор рекомендовал ему своего адъюнкта Юзефа Ходзько, готовившегося в то время к экзамену на степень магистра физико-математических наук. По ходатайству Теннера выпускник университета Ю. Я. Ходзько 20 января 1821 года зачислен колонновожатым в свиту Его Величества по квартирмейстерской части и в следующем году, 23 мая, произведён в прапорщики гвардейского Генерального штаба. В 1822 году Ходзько зачислен в Корпус военных топографов.
Белорусские земли окончательно были присоединены к Российской империи в 1794 после подавления Национально освободительного восстания под руководством Тадеуша Костюшко. По тогдашней негласной канцелярской традиции инородцы — выходцы из нерусских областей, — должны были изменять свои имя, отчество, а в отдельных случаях — и фамилию, на иные, благозвучные и привычные русскому уху имена. Так Юзеф Янович в русской традиции в дальнейшем в официальной документации Российской империи стал именоваться Иосифом Ивановичем. Иногда в русской литературе также встречается написание Осип Иванович Ходзько.

## Геодезические работы в Северо-Западном крае
С 1824 был одним из самых деятельных сотрудников Теннера по производству геодезических и астрономических определений триангуляции: вначале Виленской, а затем Гродненской, Минской и Курляндской губерниях, проводившихся для создания военно-топографических карт России.
Одновременно выполнял чрезвычайно ответственные градусные измерения базовой Европейской дуги меридиана в тех же губерниях, которая позже получила название Большая дуга Струве.
В описаниях этих работ, которые печатались в «Записках Военно-топографического депо», подробно приведены ежегодные труды Ходзько. По отзыву специалистов, труды эти отличались особенною точностью и добросовестностью.
В 1828 участвовал в соединении Литовского градусного измерения с Лифляндским, которое осуществлял тогдашний директор Дерптской обсерватории Василий Струве.

## На театре боевых действий

### Квартирмейстерская служба
Военная статистика объективно показывала, что наибольшие потери в российской армии несёт квартирмейстерская служба.
В обязанности квартирмейстера русской армии входили: знание нескольких языков, включая местные, отличная воинская выучка, знание топографии, умение безошибочно ориентироваться на незнакомой местности, определять инструментально координаты мест, составлять военно-географические описания, чертежи и планы и многое другое.
Для офицера-квартирмейстера были характерны инициативность, личная храбрость и бесстрашие, живой ум и быстрота мышления. Квартирмейстер всегда находился впереди наступавших войск, непрерывно осуществляя оперативную и тактическую разведку, выявляя местоположение противника, изучая дороги, мосты, переправы, броды, горные перевалы и проходы, собирая лично или путём перекрестных опросов необходимую информацию и оперативно доставляя её своему командованию.

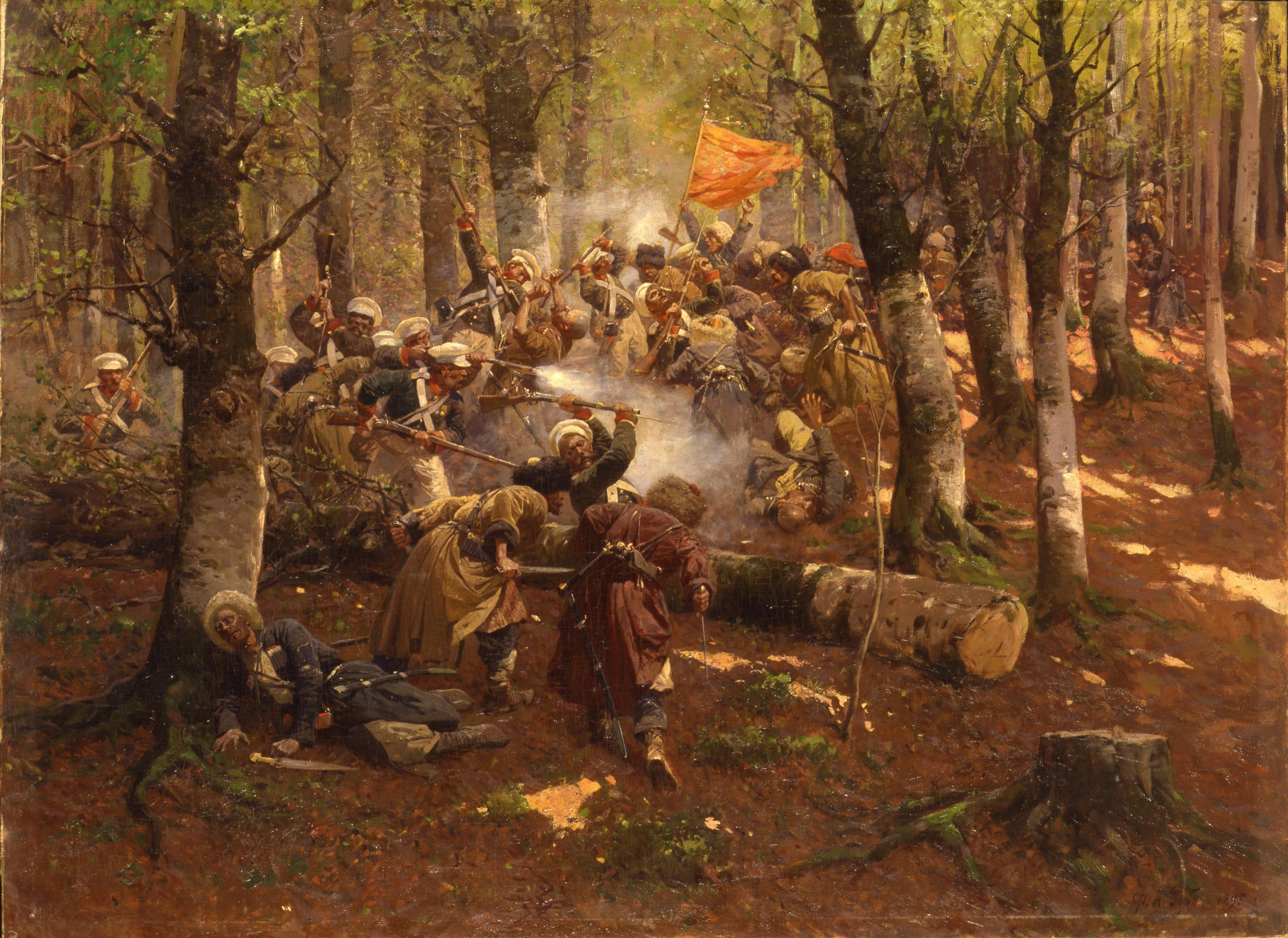
«Даргинский поход (Сухарница). Подвиг 3-го батальона Апшеронского полка». Эпизод Кавказской войны, XIX век. Картина работы Ф. А. Рубо, 1895

В силу этих обстоятельств гибель квартирмейстеров была в войсках обычным делом. И лишь наиболее подготовленные, умные и осторожные квартирмейстеры могли с успехом выполнять возложенные на них обязанности. Одной из обязанностей Квартирмейстерской службы являлось также определение войск и командного состава армии «на квартиры» — места отдыха и ночлега; отсюда и проистекало название Службы. Все квартирмейстеры являлись офицерами Генерального штаба.

### Служба в Молдавии и Валахии
В 1831 офицер квартирмейстерской службы Иосиф Ходзько был командирован на топографические и геодезические съемки на Дунае, в зону действия русских войск против турок в Молдавии и Валахии.
Отдельным заданием было военно-географическое изучение незнакомой страны, которая ныне составляет территорию Румынии.
В 1833 офицер назначен дивизионным квартирмейстером 15-й пехотной дивизии.
В 1834 Ходзько — Старший адъютант по квартирмейстерской (разведывательной) части Генерального штаба в Штабе 5-го пехотного корпуса.

### Военно-статистическое описание Молдавии и Валахии
Помимо текущей топогеодезической съемки местности и составления военных карт и планов, офицер выполнил секретное военно-стратегическое исследование театра военных действий, известное как «Военно-статистическое описание княжеств Молдавии и Валахии». Описание было прочитано и одобрено российским императором Николаем I, который наградил Ходзько за исполненный труд орденом Святой Анны 1-й степени.

### Топографическая съемка Силистрии
В интересах армии топографический отряд Ходзько произвёл точную топографическую съемку сильнейшей в то время турецкой крепости Силистрия на реке Дунай. Это позволило русской артиллерии осуществлять точное бомбометание и ракетные обстрелы, а позднее — взять турецкую крепость штурмом с меньшими потерями наступавшей пехоты.

### На Босфоре
В 1834 Ходзько переведен в состав русского Вспомогательного отряда, находившегося под командованием генерал-лейтенанта Н. Н. Муравьева, который руководил высадкой Российского Десантного корпуса на берегах Босфора. Позднее Н. Н. Муравьев писал о Ходько в рапорте: 
 «Офицер сей, отличавшийся математическими познаниями, кротостью, усердием к службе и благородными правилами, заслужил всеобщее уважение».

## «Большая Кавказская триангуляция Ходзько»
Работы Ходзько принесли ему известность. В апреле 1840 года, по ходатайству Командующего Отдельным Кавказским корпусом генерала Евгения Головина, он был назначен на Кавказ для производства геодезических и топографических работ и произведён в подполковники. В такой горной стране как Кавказ, тригонометрические измерения, столь необходимые для топографических съемок и составления географических карт, считались неосуществимыми. Помимо трудностей природного характера, наблюдалось также ненадежное политическое положение в незамиренном крае.

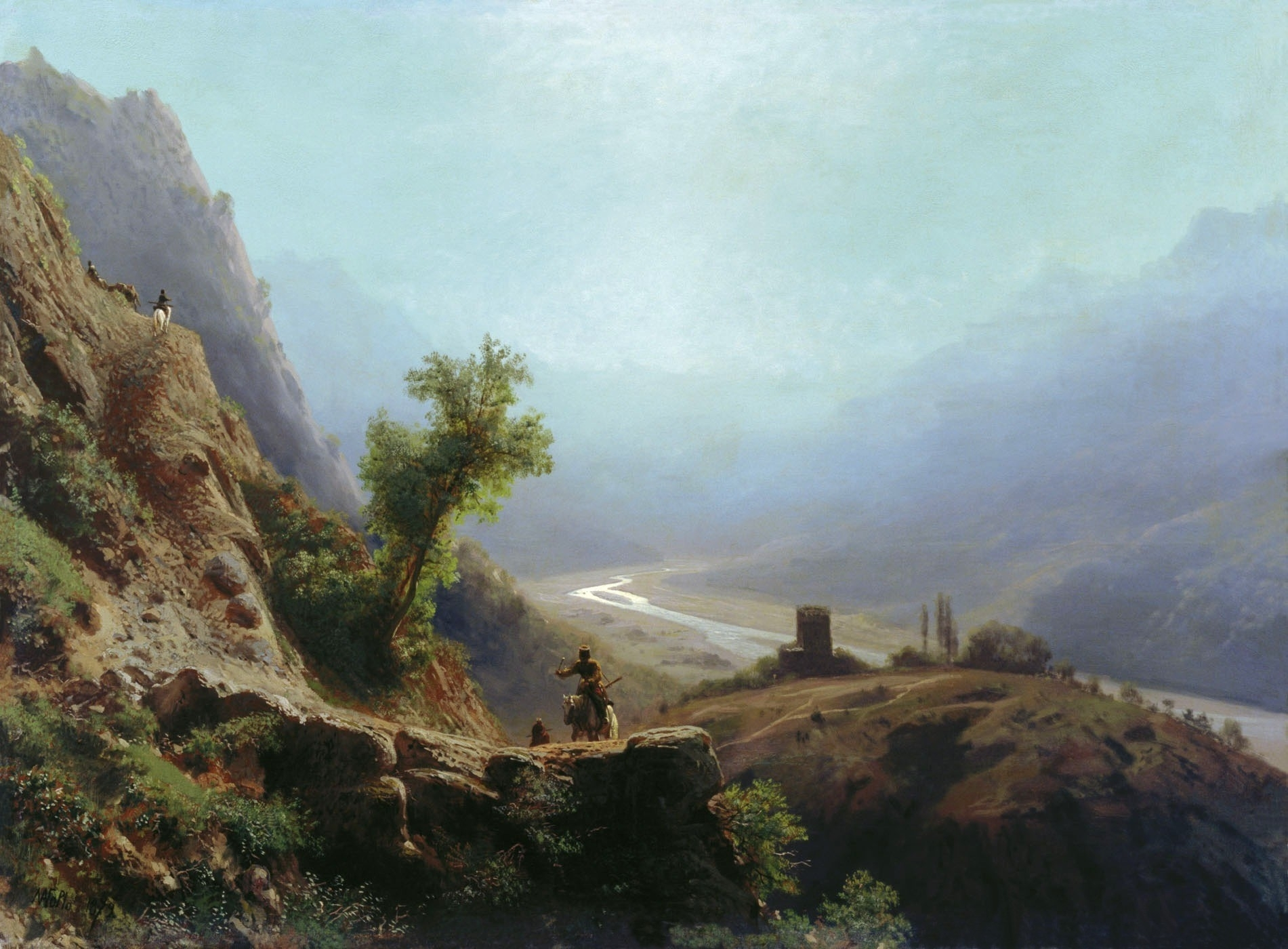
«В горах Кавказа». Картина работы Л. Ф. Лагорио, 1879

Проведя рекогносцировку и беглое изучение территории будущих работ, Ходзько обосновал возможность и необходимость картографирования горной страны Кавказ на строгой математической основе геодезических и астрономических определений. Император дал своё согласие на производство триангуляции Закавказья. Руководителем работ он назначил подполковника Ходзько, предоставив офицеру весьма широкие полномочия. В своей деятельности Ходзько теперь подчинялся лично императору и ему же был подотчётен.

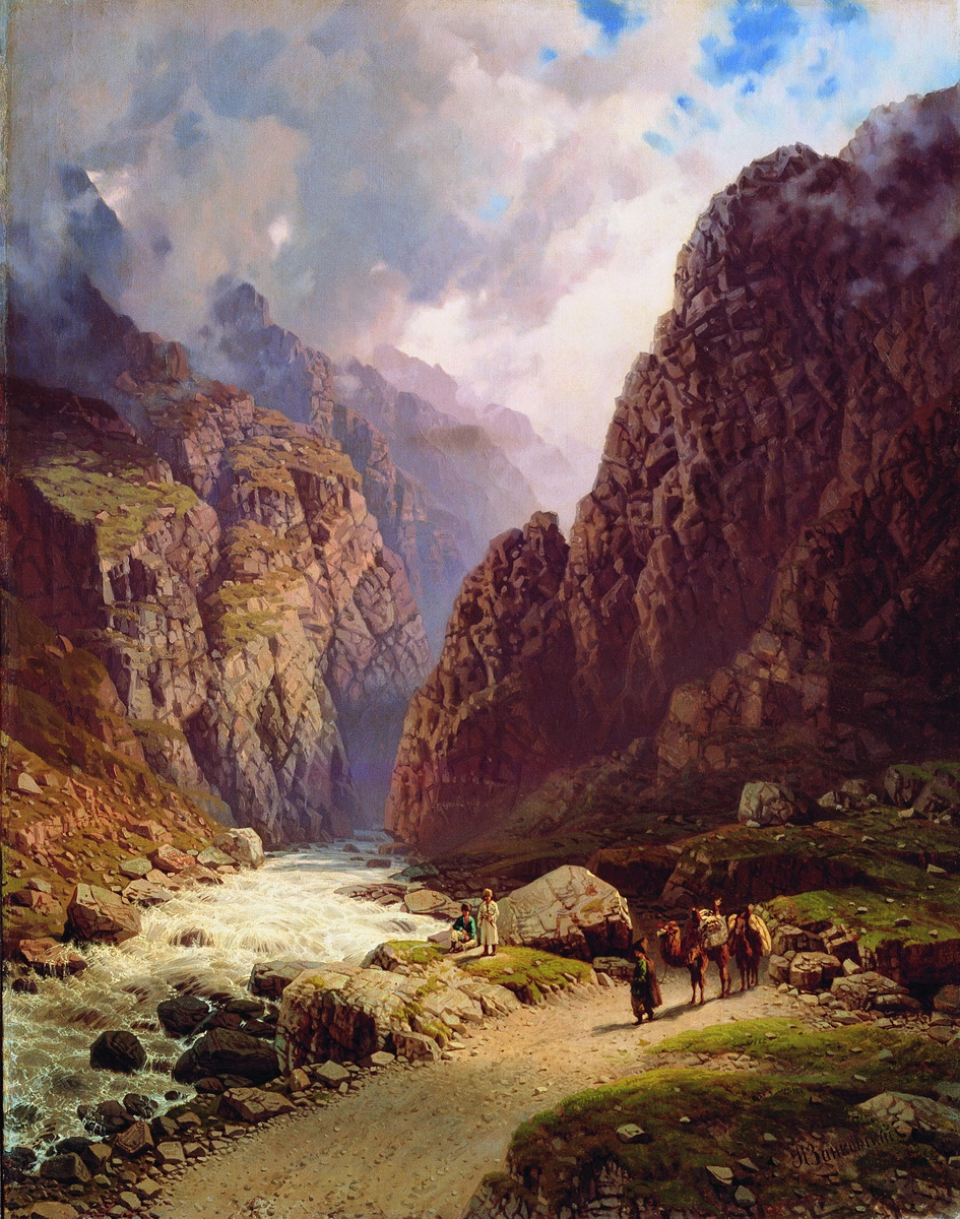
«Дарьяльское ущелье». Картина работы И. Н. Занковского, российского военного геодезиста и художника XIX века

Однако вследствие возобновления военных действий на Кавказе геодезические работы были приостановлены. В 1844 году Иосиф Ходзько был командирован в Пулковскую обсерваторию под Санкт-Петербургом для ознакомления с новейшими усовершенствованиями по части геодезии и прикладной астрономии. В личной аудиенции у Николая I офицер подробно рассказал о необходимости, практической возможности и перспективах геодезического измерения горной страны Кавказ. Ходзько был произведен в полковники.
С назначением Главнокомандующим Отдельного Кавказского корпуса графа Михаила Семёновича Воронцова на основе рекомендаций и при живейшем участи полковника Ходзько был составлен Проект триангуляции всего Кавказа, одобренный императором в 1846 году. Согласно этому грандиозному плану, Большая триангуляция Кавказской горной страны должна быть осуществлена за шесть лет, начиная с 1847 года. Начальником Кавказской триангуляции русский царь назначил полковника Ходзько. Никогда ранее Топографическая служба русской армии не сталкивалась со столь трудной и опасной задачей. Получив необходимые точные и дорогостоящие геодезические и астрономические приборы и инструменты, Ходзько выехал из Санкт-Петербурга в Тифлис, ныне называемый Тбилиси.
Для начала топогеодезических работ на Кавказе необходим был надежно измеренный протяжённый базис. От точности его проложения на местности зависела и точность всех последующих топогеодезических работ на Кавказе.
В 1842 Ходзько сформировал особый геодезический Отряд, который и приступил к геодезическим измерениям. Полковник лично выбрал участок степи по правому берегу реки Кура, в Елизаветпольской губернии, где и был заложен исходный базис. Ходзько необычайно тщательно вместе с помощниками железной цепью выполнил вначале — измерение относительно прямого базисного отрезка на местности длиною в 8 с половиной вёрст, а затем — математическим путём учёл погрешности измерения и тригонометрически рассчитал его проекцию на гипотетическую идеальную плоскость.
Теперь можно было приступать к работе. Геодезический отряд под командованием полковника Ходзько выступил в горы. Работы с перерывами продолжались до осени 1853 года.
При проведении работ Геодезическому отряду Ходзько приходилось преодолевать значительные трудности. Большинство наблюдений делалось на покрытых вечными снегами вершинах Главного Кавказского хребта или же на таких высотах, которые свободны от снега в течение лишь одного или двух месяцев, при июльской температуре в 3° днем и −13° по ночам. Нередко приходилось вступать в стычки с воинственными горцами. Однако наибольшие потери военный геодезисты несли из-за различных болезней и недомоганий. Усилиями Отряда Ходзько и его помощников вся горная страна получила сеть опорных точек и теперь на прочной геодезической основе можно было впервые за все существование Кавказа составить его полные и точные географические карты.
В сложной горной местности, в условиях военных действий русских войск против горцев Ходзько за 14 лет трудной и опасной службы выполнил геодезические работы на площади около 440,5 тыс. км².

## Военно-геодезическая экспедиция Ходзько на Большой Арарат 1850 года
В 1850 году Ходзько организовал геодезическую экспедицию и совершил со спутниками восхождение на Большой Арарат (5165 м), где находился пять суток, работая в глубоком снегу. В память о восхождении на более возвышенной западной вершине библейского исполина был установлен крест. Кроме метеорологических наблюдений, Ходзько измерил 134 зенитных расстояния главнейших пунктов триангуляции. Это была высшая точка, на какой когда-либо производились геодезические измерения.
О трудностях этой работы Ходзько писал: 

На самой вершине 19-го и 20-го (августа) я чувствовал расслабление всего организма, грудь была сильно стеснена, голова как железным обручем крепко связана… При каждом немного ускоренном движении постоянно прекращалось дыхание…
Ходько и помогавший ему в инструментальных геодезических измерениях прапорщик Сергей Тимофеевич Александров получили тяжелые обморожения ног и были спущены с горы солдатами экспедиции, так как уже не могли двигаться самостоятельно. Помощник скончался, а Иосиф Ходько некоторое время лечился в Пятигорске; ноги удалось спасти.
В июле 1851 года, находясь на одной из вершин Главного Кавказского хребта — Галавдуре, он наблюдал полное солнечное затмение, а также, во время полного закрытия Луной Солнца, — солнечные протуберанцы. Эти наблюдения, единственные в своем роде, имели важное научное значение, так как устранили сомнение многих в реальности этих выступов и принадлежности их к солнечной атмосфере. Эти наблюдения, оцененные астрономами, Ходзько описал в статье «Свод наблюдений, произведенных в разных местах Кавказского и Закавказского края 16/28 июля 1851 года», напечатанной в 1852 году в 1-й книге «Записок Кавказского отделения Императорского Русского географического общества».
Только с 1847 по 1852 год Ходзько работал на вершинах пяти кавказских гор, высотой от 2,5 тыс. до почти 4 тыс. м. Преодолев все природные и военные опасности, болезни и мучительные переходы по горам, ущельям и ледникам, Ходзько в 1853 году завершил Закавказскую триангуляцию. Были точно определены географическое положение и высота над уровнем моря 1386 пунктов, что дало возможность позже начать точные топографические съемки Закавказья.
6 декабря 1853 года Ходзько был произведён в генерал-майоры.
В 1854 году Ходзько закончил капитальнейший труд — тригонометрическое измерение Закавказского края, давшее в результате точное определение 1386 пунктов по географическому положению и высоте их над уровнем моря. Лишь с окончанием этого измерения имелась возможность приступить к точным съемкам и к размежеванию Закавказского края.
26 ноября 1848 года Ходзько за беспорочную выслугу 25 лет в офицерских чинах был удостоен ордена Святого Георгия 4-й степени (№ 7973 по кавалерскому списку Григоровича — Степанова).

## Крымская война и боевые действия на Кавказе

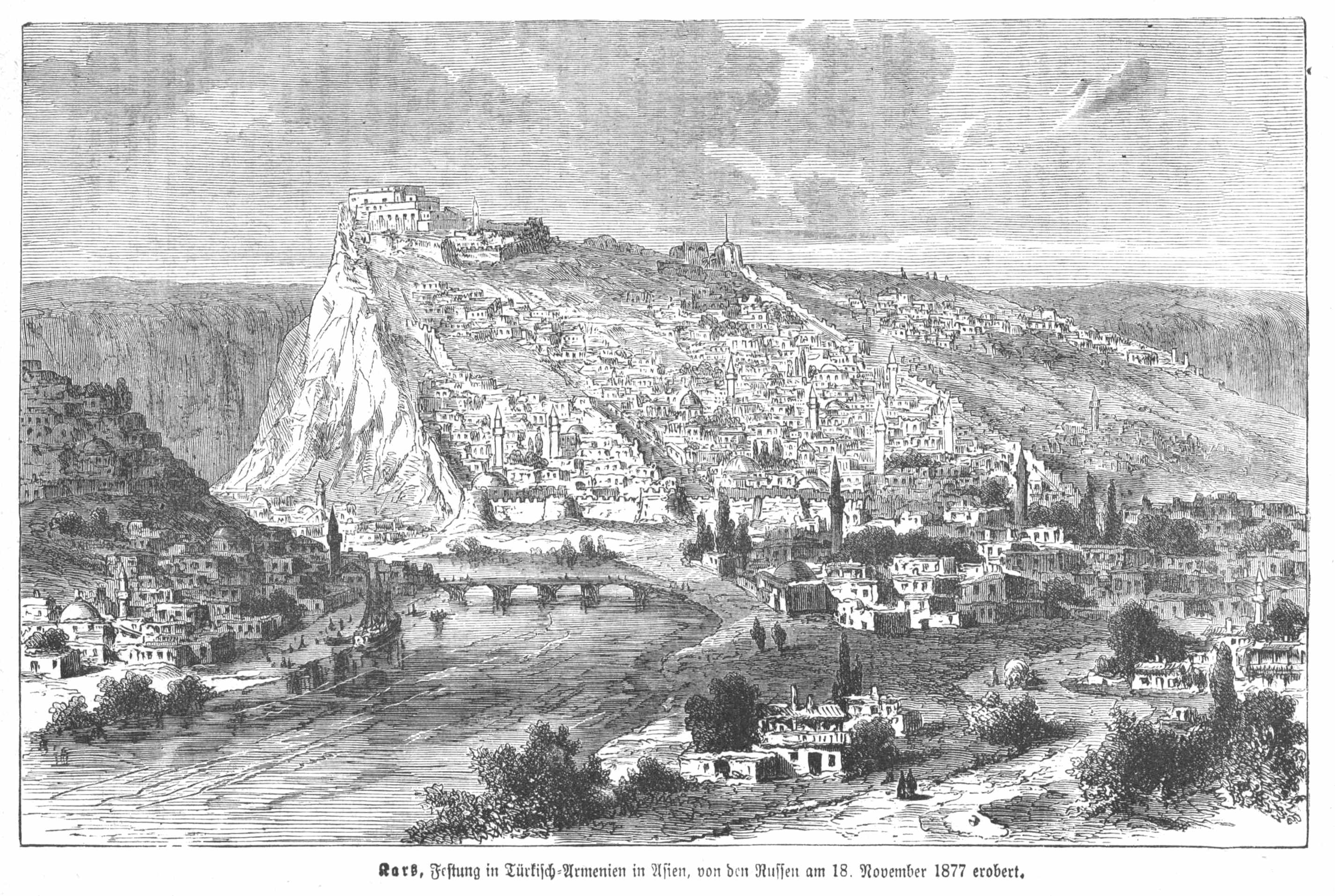
Крепость Карс. Гравюра из немецкого журнала Volksblatt, 1878

С началом в 1853 году Крымской войны был назначен начальником геодезического отряда, сформированного для топографических съёмок при движении российских войск в Азиатской Турции; во время кампании заведовал всеми полевыми съёмочными работами, в том числе проводил топографические работы в районе Эрзерума, а также снял подробнейший план осаждённой турецкой крепости Карс. За боевые отличия был награждён орденом Святого Станислава 1-й степени.
В 1860 году ему была поручена триангуляция Северного Кавказа.
Два года спустя, 17 апреля 1862 года, произведён в генерал-лейтенанты, с назначением состоять при российской Кавказской армии; этим закончилась его активная деятельность по службе.

## Научные заслуги и общественное признание
За выдающийся вклад в географическую науку И. И. Ходзько в 1868 году была присуждена высшая награда Императорского Русского географического общества — Константиновская медаль. Комиссия, составленная из учёных, в представленном по этому поводу докладе дала такой отзыв об его трудах: 

«Триангуляция генерала Ходзьки по точности своей удовлетворяет не только всем картографическим требованиям, но и строжайшим требованиям геодезии. По трудности же выполнения, по самоотвержению производителя работ она легко может соперничать со всеми подобными работами, произведёнными где-либо на земном шаре, не исключая Индийской триангуляции, прославившей 25 лет тому назад имя Эвереста».
Научная и практическая значимость геодезических работ Ходзько была высоко оценена выдающимся немецким естествоиспытателем и географом А. Гумбольдтом и известным русским астрономом и геодезистом, академиком В. Я. Струве.
Научные работы публиковал на русском, французском и немецких языках. Почетный член Русского географического общества с 1868 года.
В 1871 году, Ходзько праздновал 50-летний юбилей своей деятельности. По этому случаю Императорское Русское географическое общество прислало ему диплом на звание Почётного члена, при собственноручном рескрипте его председателя; таким же рескриптом удостоил юбиляра покровитель Кавказского отдела этого Общества, великий князь Михаил Николаевич, а Кавкавский отдел назначил Премию его имени за лучшее описание Кавказа.

## Геоморфология
В своих научных трудах Ходзько одним из первых европейских исследователей обратил внимание на генезис горного рельефа и дал ему свою интерпретацию с позиций геоморфологии. Свободно владея французским и немецким языками он внимательно следил за географической и геологической литературой Европы. Главной загадкой европейских геологов того времени являлось образование горного рельефа Земли. В части гипотезы образования собственно гор Кавказа он являлся сторонником геодинамической теории немецкого геолога Леопольда Буха. Возникновение гор эта теория объясняет «дуалистическим процессом вулканизма», выраженного в рельефе вначале — как «кратеры поднятия», а затем — «кратеры извержения». Исследуя горы Кавказа, Ходзько неоднократно находил свежие следы недавней вулканической деятельности в этой горной стране. Исследователь также отчетливо понимал эрозионную деятельность горных рек Кавказа и наблюдал лично, а затем описал прорезание реками единых геологических структур. На основе многолетних полевых экспедиционных работ и первой в мире математически точной карты Кавказа, составленной на основе выполненной им же геодезической съёмки, в 1864 Ходзько опубликовал работу по географии и геоморфологии Кавказа. В этой работе он предложил оригинальное районирование горной страны на основе ясных орографических признаков. Таким образом, военный географ Ходзько — один из основоположников европейской школы геоморфологии. Отлично зная рельеф горной страны, резко критиковал французский проект прокладки железной дороги на Кавказе, который не учитывал морфологию горного рельефа и удорожал работы. Свои взгляды на природу Кавказских гор изложил на Всемирном географическом Конгрессе в Париже, который посетил как делегат Императорского Русского Географического общества.

## Тектоника

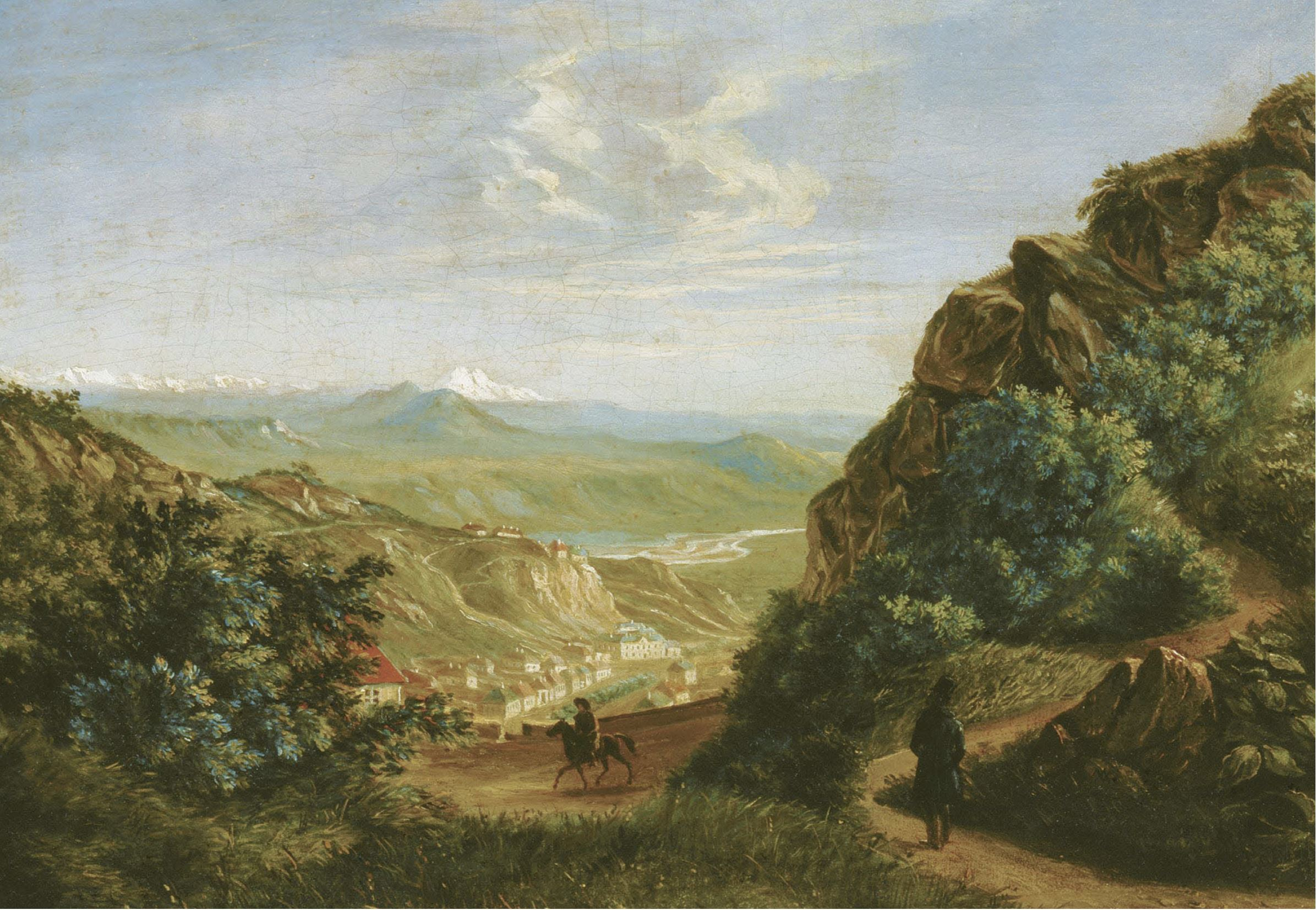
Вид Пятигорска. Картина работы Михаила Лермонтова, 1837

В 1864 году генерал-лейтенант И. И. Ходзько по состоянию здоровья был направлен на лечение в Ессентуки, где принимал ванны источника № 17.
В благодарность за уход и лечение провел нивелирование и триангуляцию района Ессентуков и частично Пятигорска, приняв за «0» высоту источника № 17. Результатом работ стало неожиданное открытие: все минеральные источники Ессентуков лежат на одной протяженной трещине земной коры, что стало доказательством тектонического происхождения выхода минеральных вод на дневную поверхность.
И. И. Ходзько также измерил дебит ессентукских источников и кисловодского нарзана, определил соотношение углекислого газа к общему количеству воды и впервые дал количественную оценку нарзану.
В 1873 году Ходзько составил карту расположения источников Кавказских Минеральных Вод для Кавказского медицинского общества.

## Гляциология

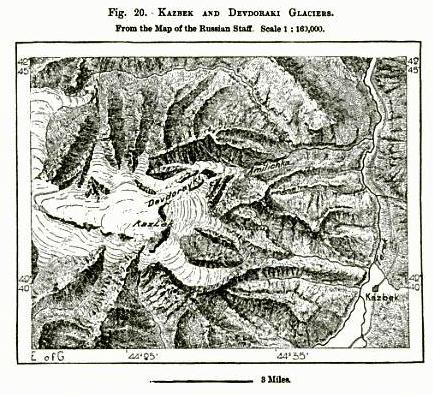
Гора Казбек (слева в центре) и стекающие с ее склонов ледники. Топографическая карта, 1891

В 1874 исследовал ледники горы Казбек. Для изучения динамики ледниковых покровов предложил использовать геодезические методы.

## Последние годы
Ходзько выписал из Белоруссии в Тифлис своих обнищавших родственников: сестру, её мужа и детей, и всячески поддерживал их материально до конца своих дней. Учёный продолжал трудиться на пользу науки, помещая в российских и иностранных журналах статьи по геодезии и метеорологии, а также подготовил к печати обширный труд «Об орографии и географии Кавказа», который до настоящего времени не опубликован. Лишь с 1879 вследствие полного расстройства здоровья, он прекратил свои ученые занятия.
Мелентий Яковлевич Ольшевский, долгое время служивший вместе с Ходзько на Кавказе и живший с ним на одной квартире в Тифлисе, вспоминал: 

«Как охотник поговорить, а пожалуй и посплетничать в свободное время от математических своих вычислений, он более или менее знал о всех городских новостях. От него я узнал не только о многих служебных, но и таких частных новостях, которые могли меня не интересовать собственно потому, что личности, о которых шла речь, были мне вовсе неизвестны…».
Генерал-лейтенант Иосиф Иванович Ходзько скончался в Тифлисе 21 февраля 1881 года и был похоронен на католическом кладбище.

## Награды

### Российские ордена
- Орден святой Анны III степени;
- Орден святого Георгия IV степени (26.11.1848) «За беспорочную выслугу 25 лет в офицерских чинах», № 7973 по списку Григоровича-Степанова;
- Орден святого Станислава I степени с мечами (1855);
- Орден святой Анны I степени с мечами над орденом (1859);
- Орден святого Владимира II степени (1862);
- Орден Белого Орла (1865).

### Иностранные награды
- Турецкая золотая медаль (1833)

### Другие отличия
- Знак отличия «За ХХХ лет беспорочной службы» (1856);
- Знак отличия «За L лет беспорочной службы» (1876).

## Память
- Триангуляция горной страны Кавказ, выполненная с величайшей возможной точностью получила в истории мировой геодезии название «Большая Кавказская триангуляция Ходзько».
- Кавказский Отдел Императорского Русского Географического общества назначил Премию его имени, вручаемую ежегодно за лучшее географическое сочинение по географии Кавказа.
- Имя И. И. Ходзько выгравировано на Юбилейной медали «В память пятидесятилетия Корпуса военных топографов. 1872»[1].
- На родине И. И. Ходько в Кривичах на стене костёла Святого Андрея Апостола Ордена тринитариев в его честь установлена Памятная доска.
- 21 декабря 2016 года в Минском Доме офицеров состоялась Международная научная конференция, посвящённая 200-летию со дня рождения Иосифа Ходзько. По итогам Конференции издан Сборник научных статей.
- В Кривичах на улице 17 Сентября установлен валун с Памятной доской из бронзы, на которой находится погрудный портрет-барельеф И. И. Ходзько. Автор мемориальной доски скульптор Сергей Оганов[5].
- Презентована книга Владимира Мкртычяна "Иосиф Ходзько. Генерал, геодезист, человек"